# Ungern i olympiska vinterspelen 1924
Ungern deltog i olympiska vinterspelen 1924. Ungerns trupp bestod av fyra idrottare, alla var män. 

## Trupp
- - Ferenc Németh - Längdskidåkning
  - István Déván - Längdskidåkning, Nordisk kombination
  - Béla Szepes - Längdskidåkning, Nordisk kombination
  - Aladár Háberl - Nordisk kombination

## Resultat

### Längdskidåkning
- 18 km herrar
  - István Déván - 31
  - Béla Szepes - ?
- 50 km herrar
  - Ferenc Németh - 20

### Nordisk kombination
- Herrar individuell
  - István Déván - ?
  - Aladár Háberl - ?
  - Béla Szepes - ?